# 奥脇嵩大
奥脇嵩大（おくわき たかひろ、1986年  - ）は、日本のキュレーター。

## 経歴
- 1986年 埼玉県さいたま市生まれ[1][2]。
- 2010年 早稲田大学卒業
- 2010年 京都芸術センターアートコーディネーター
- 2013年 大原美術館学芸員
- 2014年 青森県立美術館学芸員[3][4]

## 人物
学生時代は考古学を専攻した。主に、お墓から出る副葬品の分布の仕方を通して地域の文化様式の変遷を探る研究を行う。サントリー美術館でアルバイトを行う。

## 企画
- 「ここから 何処かへ　國府理」（京都芸術センター、2012）
- 柴川敏之× てんとうむしプロジェクト「2000 年後の小学校｜PLANET SCHOOL」展（京都芸術センター、2013）[8]
- 「光の洞窟」(2014-15, KYOTO ART Hostel kumagusuku)

### 青森県立美術館
- 「アグロス・アートプロジェクト2017-18:明日の収穫」[9]
- 「青森EARTH2016：根と路」（2016）
- 「青森EARTH2019：いのち耕す場所」（2019）
- 「鴻池朋子展：メディシン・インフラ」（2024）[10]
- 「美術館堆肥化計画」（2021 - 2024）